# R Aquilae
Désignations

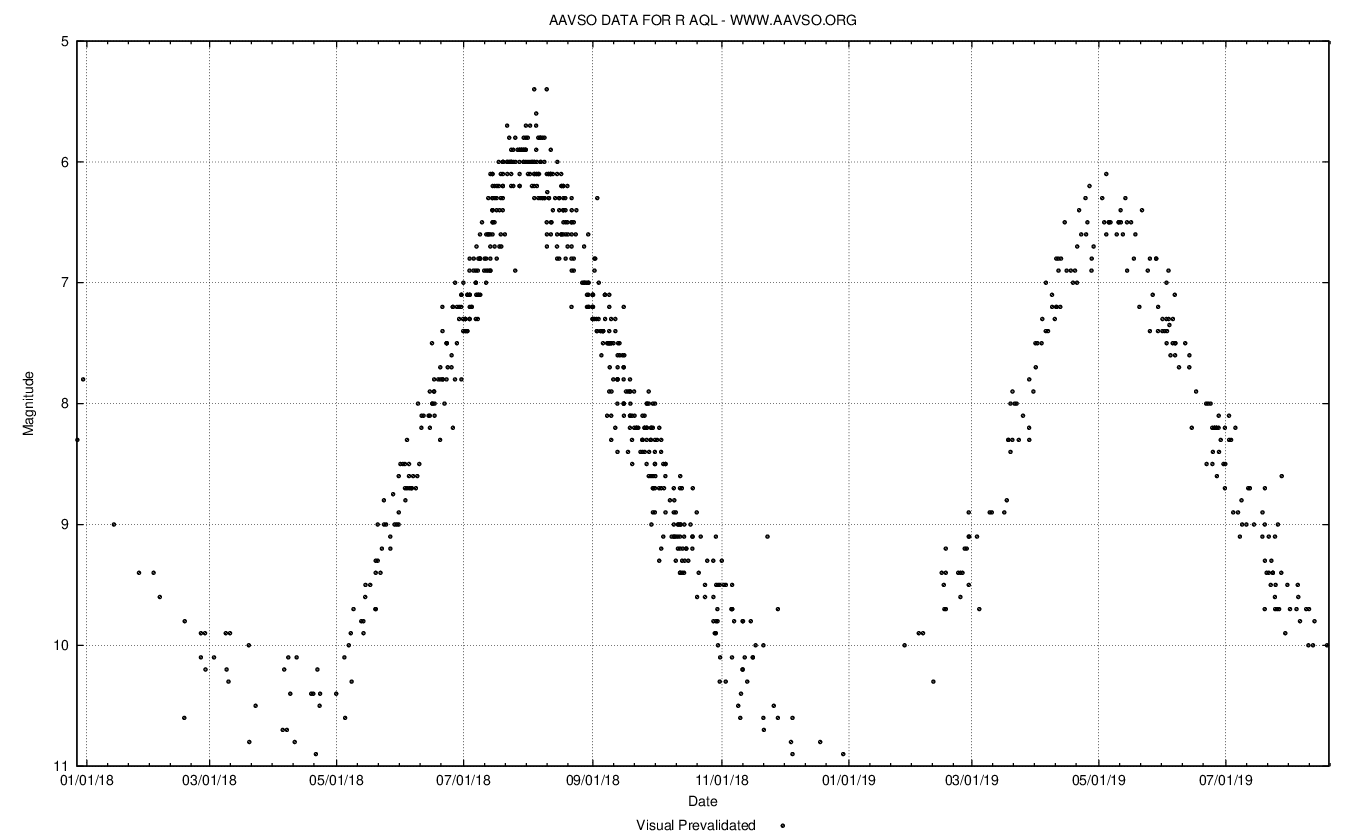
Courbe de lumière de R Aquilae en 2018-2019.

R Aquilae est une étoile variable de type Mira de la constellation de l'Aigle. Sa magnitude apparente varie entre 5,5 et 12 sur une période d'environ 270 jours. La période était supérieure à 300 jours la première fois qu'elle fut observée et a décliné constamment depuis.